# Chang Yoon-Jung
Chang Yoon-Jung es una deportista surcoreana que compitió en taekwondo. Ganó una medalla de bronce en el Campeonato Mundial de Taekwondo de 1987 y una medalla de oro en el Campeonato Asiático de Taekwondo de 1986.

## Palmarés internacional
| Campeonato Mundial  | Campeonato Mundial | Campeonato Mundial | Campeonato Mundial |
| Año                 | Lugar              | Medalla            | Categoría          |
| ------------------- | ------------------ | ------------------ | ------------------ |
| 1987                | Barcelona (España) | Medalla de bronce  | +70 kg             |
| Campeonato Asiático |                    |                    |                    |
| Año                 | Lugar              | Medalla            | Categoría          |
| 1986                | Darwin (Australia) | Medalla de oro     | +70 kg             |